# Mistrzostwa Polski w Skokach Narciarskich 2010
85. Mistrzostwa Polski w Skokach Narciarskich – zawody o mistrzostwo Polski w skokach narciarskich, które odbyły się w dniach 22-26 grudnia 2010 roku na Średniej i Wielkiej Krokwi w Zakopanem.
Ostatecznie odbył się wyłącznie konkurs na obiekcie dużym. Zwyciężył w nim Adam Małysz, srebrny medal zdobył Kamil Stoch, a brązowy – Stefan Hula.

## Przed mistrzostwami
Początkowo mistrzostwa Polski miały odbyć się w dniach 26-28 marca, jednak z powodu braku śniegu i wiosennej aury organizatorzy przenieśli zawody na grudzień.
W konkursie drużynowym oraz indywidualnym na skoczni normalnej nie wystąpili Adam Małysz i Kamil Stoch. Obydwaj zawodnicy, najwyżej sklasyfikowani spośród polskich skoczków w Pucharze Świata, wystąpili w zawodach na Wielkiej Krokwi 26 grudnia. Powodem absencji były przygotowania do Turnieju Czterech Skoczni. Do konkursu indywidualnego na skoczni normalnej zgłoszonych zostało 84 skoczków, w tym 10 reprezentantów Rosji. Na liście startowej do konkursu drużynowego znalazło się 18 drużyn, w tym dwa zespoły z Rosji. Na liście startowej kwalifikacji do konkursu na dużej skoczni znalazło się 78 zawodników, w tym 9 Rosjan i 3 Słowaków.

Na poprzednich mistrzostwach Polski tytuł na skoczni dużej zdobył Kamil Stoch, a na skoczni normalnej - Adam Małysz. W zawodach drużynowych tytułu mistrzowskiego bronił zespół KS Wisła Ustronianka.
Z powodu silnego i porywistego wiatru odwołano zaplanowane na 22 grudnia zawody o tytuł drużynowego mistrza Polski. Konkurs przeniesiono na 23 grudnia, na godzinę 9:00. Również następnego dnia silnie wiejący wiatr uniemożliwił przeprowadzenie obu konkursów, wobec czego, organizatorzy podjęli decyzję o odwołaniu obydwu zawodów.

## Obiekty
Konkursy skoków na Mistrzostwach Polski 2010 miały zostać rozegrane na dwóch skoczniach - normalnej i dużej. Obie skocznie usytuowane są w kompleksie skoczni w Zakopanem. Na skoczni normalnej miały się odbyć dwa konkursy - indywidualny oraz drużynowy, a na obiekcie dużym odbył się jeden indywidualny.
|  | Nazwa skoczni   | Miasto   | Punkt konstrukcyjny | Rozmiar skoczni | Rekord skoczni                     |
|  | --------------- | -------- | ------------------- | --------------- | ---------------------------------- |
|  | Średnia Krokiew | Zakopane | K-85                | HS 94           | 94,5 m, Tomasz Byrt (2009.10.08)   |
|  | Wielka Krokiew  | Zakopane | K-120               | HS 134          | 140,5 m, Simon Ammann (2010.01.23) |

## Jury
Dyrektorem technicznym w skokach narciarskich na mistrzostwach Polski na skoczni normalnej i konkursie drużynowym w Zakopanem był Marek Siderek. Funkcję asystenta Marka Siderka pełnił Kazimierz Długopolski. Kierownikiem zawodów był Marek Pach. Natomiast stanowisko sędziego głównego objął Ryszard Guńka.
W konkursie na skoczni dużej funkcję dyrektora technicznego sprawował Marek Tucznio. Jego asystentem był Lech Pochwała. Stanowisko kierownika zawodów pełnił Ryszard Guńka.
W skład oceniającego zawodników jury w pierwszym konkursie, którym miały być drużynowe skoki na obiekcie normalnym mieli wejść:
- Marek Tucznio (stanowisko A)
- Jan Kowal (stanowisko B)
- Tomasz Galica (stanowisko C)
- Jerzy Pilch (stanowisko D)
- Edward Przybyła (stanowisko E)

Sędziami indywidualnych zawodów na skoczni normalnej mieli być:
- Marek Tucznio (stanowisko A)
- Jerzy Pilch (stanowisko B)
- Jan Kowal (stanowisko C)
- Edward Przybyła (stanowisko D)
- Tomasz Galica (stanowisko E)

Funkcję sędziów podczas konkursu na skoczni HS 134 pełnili:
- Marek Pilch (stanowisko A)
- Tadeusz Szostak (stanowisko B)
- Andrzej Galica (stanowisko C)
- Jerzy Pilch (stanowisko D)
- Kazimierz Bafia (stanowisko E)

## Przebieg zawodów
Po raz 21. Adam Małysz wygrał mistrzostwa Polski w skokach narciarskich, drugi w kolejności był Kamil Stoch, a trzeci Stefan Hula.

## Medaliści

### Konkurs indywidualny na dużej skoczni (26.12.2010)
| Medal | Imię i nazwisko | Skok 1           | Skok 2           | Noty za styl •                                                    | Nota łączna | Strata   |
| ----- | --------------- | ---------------- | ---------------- | ----------------------------------------------------------------- | ----------- | -------- |
|       | Adam Małysz     | 132,0 m 81,6 pkt | 130,0 m 78,0 pkt | 19,0 • 19,5 • 19,0 • 19,0 • 19,0 18,0 • 19,0 • 19,0 • 18,5 • 18,5 | 272,6 pkt   | -        |
|       | Kamil Stoch     | 123,5 m 66,3 pkt | 126,0 m 70,8 pkt | 18,0 • 18,0 • 18,0 • 18,0 • 18,0 18,5 • 18,5 • 18,5 • 18,5 • 18,5 | 246,6 pkt   | 26,0 pkt |
|       | Stefan Hula     | 124,0 m 67,2 pkt | 115,5 m 51,9 pkt | 18,5 • 18,5 • 18,5 • 18,5 • 18,5 18,0 • 17,5 • 17,5 • 17,5 • 17,5 | 227,1 pkt   | 45,5 pkt |

### Klasyfikacja medalowa
| Klasyfikacja medalowa |                        |       |        |      |       |
| Lp.                   | Klub                   | złoto | srebro | brąz | razem |
| 1                     | KS Wisła Ustronianka   | 1     |        |      | 1     |
| 2                     | AZS SMS Zakopane       |       | 1      |      | 1     |
| 3                     | SS-R LZS Sokół Szczyrk |       |        | 1    | 1     |

## Wyniki

### Konkurs indywidualny na dużej skoczni (26.12.2010)
| Miejsce | Zawodnik                      | Państwo  | Skok 1 | Skok 2 | Punkty |
| ------- | ----------------------------- | -------- | ------ | ------ | ------ |
| 1       | Adam Małysz                   | Polska   | 132,0  | 130,0  | 272,6  |
| 2       | Kamil Stoch                   | Polska   | 123,5  | 126,0  | 246,6  |
| 3       | Stefan Hula                   | Polska   | 124,0  | 115,5  | 227,1  |
| 4       | Dawid Kubacki                 | Polska   | 110,5  | 124,0  | 218,1  |
| 5       | Marcin Bachleda               | Polska   | 110,0  | 125,5  | 214,9  |
| 6       | Łukasz Rutkowski              | Polska   | 111,5  | 115,5  | 199,1  |
| 7       | Krzysztof Miętus              | Polska   | 113,5  | 111,5  | 196,0  |
| 8       | Andrzej Zapotoczny            | Polska   | 108,5  | 114,0  | 191,0  |
| 9       | Tomáš Zmoray                  | Słowacja | 106,5  | 111,5  | 181,4  |
| 10      | Ilmir Chazietdinow            | Rosja    | 111,0  | 106,0  | 180,1  |
| 11      | Aleksiej Romaszow             | Rosja    | 109,5  | 108,0  | 179,5  |
| 12      | Adam Cieślar                  | Polska   | 109,0  | 107,5  | 178,2  |
| 13      | Andriej Paczin                | Rosja    | 107,0  | 108,0  | 174,0  |
| 14      | Tomasz Pochwała               | Polska   | 102,0  | 111,5  | 172,8  |
| 15      | Dienis Wesełow                | Rosja    | 108,0  | 106,5  | 172,6  |
| 16      | Szczepan Kupczak              | Polska   | 104,5  | 108,5  | 170,4  |
| 17      | Jan Ziobro                    | Polska   | 105,5  | 105,5  | 166,8  |
| 18      | Wojciech Gąsienica-Kotelnicki | Polska   | 110,5  | 98,5   | 163,7  |
| 19      | Dawid Kowal                   | Polska   | 104,0  | 105,0  | 163,2  |
| 20      | Aleksander Zniszczoł          | Polska   | 104,0  | 104,5  | 162,3  |
| 21      | Andrzej Gąsienica             | Polska   | 106,0  | 102,0  | 160,9  |
| 22      | Siergiej Byczkow              | Rosja    | 102,5  | 105,5  | 159,9  |
| 23      | Jędrzej Ścisłowicz            | Polska   | 105,5  | 101,5  | 159,1  |
| 24      | Krzysztof Leja                | Polska   | 105,0  | 100,0  | 155,5  |
| 25      | Mateusz Wantulok              | Polska   | 105,5  | 97,0   | 150,5  |
| 26      | Jegor Usaczew                 | Rosja    | 101,0  | 101,5  | 148,0  |
| 27      | Michaił Maksimoczkin          | Rosja    | 105,0  | 105,5  | 144,4  |
| 28      | Artur Kukuła                  | Polska   | 100,0  | 97,0   | 138,6  |
| 29      | Dawid Kanik                   | Polska   | 94,0   | 102,0  | 138,3  |
| 30      | Michał Pyclik                 | Polska   | 95,0   | 100,5  | 133,4  |
| 31      | Patrik Lichy                  | Słowacja | 98,5   | 95,5   | 133,2  |
| 32      | Andrzej Zarycki               | Polska   | 96,0   | 94,5   | 127,4  |
| 33      | Mateusz Cieślar               | Polska   | 93,0   | 95,0   | 123,4  |
| 34      | Rafał Polinkiewicz            | Polska   | 95,5   | 91,0   | 118,7  |
| 35      | Kacper Skrobot                | Polska   | 93,5   | 89,0   | 111,0  |
| 36      | Szymon Szostok                | Polska   | 89,5   | 91,5   | 109,3  |
| 37      | Jakub Przybyła                | Polska   | 89,0   | 92,5   | 108,7  |
| 38      | Mateusz Kojzar                | Polska   | 91,5   | 89,5   | 107,8  |
| 39      | Konrad Turczak                | Polska   | 88,5   | 89,5   | 103,4  |
| 40      | Anton Szyrokow                | Rosja    | 91,0   |        | 54,8   |
| 41      | Bartosz Gąsienica-Laskowy     | Polska   | 89,0   |        | 49,2   |
| 42      | Władisław Persijancew         | Polska   | 90,0   |        | 49,0   |
| 43      | Paweł Słowiok                 | Polska   | 90,0   |        | 48,6   |

## Składy drużyn
AZS-AWF Katowice

Trener drużyny AZS-AWF Katowice, Tadeusz Kołder powołał siedmiu zawodników na mistrzostwa Polski w Zakopanem. W skład kadry weszli: Robert Dziurkiewicz, Karol Adamus, Fabian Malik, Jan Ciapała, Mateusz Wantulok, Michał Pyclik i Rafał Śliż.
| Imię i nazwisko     | Data urodzenia |
| ------------------- | -------------- |
| Robert Dziurkiewicz | 1987           |
| Karol Adamus        | 1991           |
| Fabian Malik        | 1986           |
| Jan Ciapała         | 1986           |
| Mateusz Wantulok    | 1987           |
| Michał Pyclik       | 1991           |
| Rafał Śliż          | 11 lipca 1983  |

AZS Zakopane SMS

Trener drużyny AZS Zakopane SMS, Krzysztof Sobański powołał dwunastu zawodników na mistrzostwa Polski w Zakopanem. W skład kadry weszli: Mateusz Mniszak, Marcin Miętus, Bartos Gąsienica Laskowy, Krzysztof Leja, P. Szczeciniak Krupowski, Daniel Wota, Wojciech Marusarz, Andrzej Szlembarski, Kamil Gałysa, Andrzej Zapotoczny, Krzysztof Miętus i Grzegorz Miętus.
| Imię i nazwisko          | Data urodzenia |
| ------------------------ | -------------- |
| Mateusz Mniszak          | 1992           |
| Marcin Miętus            | 1994           |
| Bartos Gąsienica Laskowy | 1995           |
| Krzysztof Leja           | 1996           |
| P. Szczeciniak Krupowski | 1992           |
| Daniel Wota              | 1992           |
| Wojciech Marusarz        | 1993           |
| Andrzej Szlembarski      | 1992           |
| Kamil Gałysa             | 1995           |
| Andrzej Zapotoczny       | 1991           |
| Krzysztof Miętus         | 8 marca 1991   |
| Grzegorz Miętus          | 20 lutego 1993 |